# Carlos Berlinger
Carlos Berlinger (* 10. September 2003) ist ein österreichischer Fußballspieler.

## Karriere
Berlinger begann seine Karriere beim FC Alberschwende. Zur Saison 2017/18 kam er in die AKA Vorarlberg, in der bis 2021 sämtliche Altersstufen durchlief. Im Oktober 2020 spielte er zudem einmal für seinen Stammklub Alberschwende in der Vorarlbergliga. Zur Saison 2021/22 wechselte der Verteidiger zum Zweitligisten SC Austria Lustenau. In Lustenau kam er allerdings zunächst für die drittklassigen Amateure zum Einsatz.
Nach vier Einsätzen für die Amateure gab er im August 2021 schließlich sein Profidebüt in der 2. Liga, als er am vierten Spieltag jener Saison gegen den Floridsdorfer AC in der 82. Minute für Fabian Gmeiner eingewechselt wurde. Bis Saisonende kam er zu zwei Zweitligaeinsätzen für die Lustenauer, mit denen er zu Saisonende in die Bundesliga aufstieg.
Nach dem Aufstieg wechselte er allerdings zur Saison 2022/23 zum Regionalligisten Schwarz-Weiß Bregenz. Für Bregenz absolvierte er 28 Partien in der Regionalliga, ehe er mit dem Team zu Saisonende in die 2. Liga aufstieg. Nach dem Aufstieg verließ er Bregenz allerdings nach der Saison 2022/23. Zur Saison 2023/24 wechselte er dann zum Regionalligisten VfB Hohenems.